# Бриттен, Бенджамин
Эдвард Бенджамин Бриттен, барон Бриттен, (англ. Edward Benjamin Britten, Baron Britten; 22 ноября 1913, Лоустофт — 4 декабря 1976, Олдборо) — британский композитор, дирижёр и пианист. Один из крупнейших английских композиторов XX века.

## Биография
С 1927 года брал частные уроки музыки у Фрэнка Бриджа, затем в 1929—1933 годах занимался в Королевском музыкальном колледже у Джона Айрленда (композиция) и Артура Бенджамина (фортепиано); от планов обучения в Вене под руководством Альбана Берга отказался под давлением семьи и преподавателей колледжа. В 1928—1930 годах учился в Школе Грешема и жил в пансионате Фарфилд.
Уже ранние произведения Бриттена — «Гимн Деве» (англ. A Hymn to the Virgin; 1930), хоровые вариации «Младенец родился» (англ. A Boy was Born; 1934) — привлекли внимание музыкальной общественности.
В 1935—1942 годах Бриттен много сотрудничал с поэтом Уистеном Хью Оденом: плодом этого сотрудничества стал ряд вокальных циклов на стихи Одена, в том числе «Наши отцы, охотившиеся на холмах» (англ. Our Hunting Fathers), музыкальный радикализм которого сопоставим с политической заострённостью текстов, и первая опера Бриттена на либретто Одена «Пол Баньян» (англ. Paul Bunyan; 1941), созданная после переезда обоих в США.
В 1936 году началось сотрудничество Бриттена с певцом Питером Пирсом, ставшим спутником жизни композитора.
После возвращения Бриттена и Пирса из США в 1942 году композитор в наибольшей степени посвятил себя опере: Питер Граймс (англ. Peter Grimes; 1945, по Джорджу Краббу) и «Поворот винта» (The Turn of the Screw; 1954, по мотивам одноимённой новеллы Генри Джеймса) заложили основу новой английской оперы и, в целом, были приняты публикой с воодушевлением, однако сопротивление части британского музыкального истеблишмента бриттеновским новациям подтолкнуло композитора к созданию собственной Английской оперной группы (1947), ставившей преимущественно произведения английских композиторов и гастролировавших с ними по всему миру, в том числе и в Советском Союзе (1964).
В 1948 году Бриттен основал музыкальный фестиваль в Олдборо.
В 1957 году заметное влияние на творчество Бриттена оказала азиатская музыка, с которой он познакомился в ходе совместного с Пирсом восточного турне (Бриттен выступал как аккомпаниатор). Это влияние особенно сказалось в балете «Принц пагод» (англ. The Prince of the Pagodas; 1957).
В 1960-е годы Бриттен вновь обратился к церковной музыке, создавая, в частности, трилогию музыкально-драматических сочинений на грани оперы и оратории под общим названием «Притчи для церковного исполнения» (англ. Parables for Church Performance); третья из них, «Блудный сын» (англ. The Prodigal Son; 1968), посвящена Дмитрию Шостаковичу, в свою очередь посвятившему Бриттену Четырнадцатую симфонию.
Особый успех выпал на долю Военного Реквиема (англ. War Requiem; 1962), написанного Бриттеном для церемонии освящения кафедрального собора в полностью разрушенном германскими бомбардировками городе Ковентри. Его исполнили впервые в 1962 году. Успех был настолько оглушительным, что Реквием разошёлся за первые два месяца тиражом в 200 тысяч пластинок.
Помимо композиторской деятельности Бриттен выступал как пианист и дирижёр, гастролируя в разных странах.
Бриттен неоднократно бывал в СССР — в 1963, 1964, 1971 годах.
В 1970-е годы к Бриттену пришло безоговорочное всемирное признание.
В 1974 году он стал первым лауреатом мировой музыкальной премии Эрнста Сименса.
В 1976 году, за несколько месяцев до смерти, получил титул барона Бриттена из Олдборо.
Среди поздних произведений Бриттена выделяется опера «Смерть в Венеции» по одноимённой новелле Томаса Манна.
При жизни Бриттена его гомосексуальность не была темой публичного обсуждения. Но после смерти Бена Питер Пирс, переживший его на десять лет, рассказывая о друге и об их счастливом союзе, признавался: «Он любил мой голос и любил меня».

## Признание
Введён в Зал славы журнала Gramophone.
Бриттену посвящён ряд сочинений других композиторов, в том числе 14-я симфония Д. Д. Шостаковича и «Cantus» А. Пярта.
В честь композитора назван астероид (4079) Бриттен.

## Сочинения (выборка)

### Для оркестра

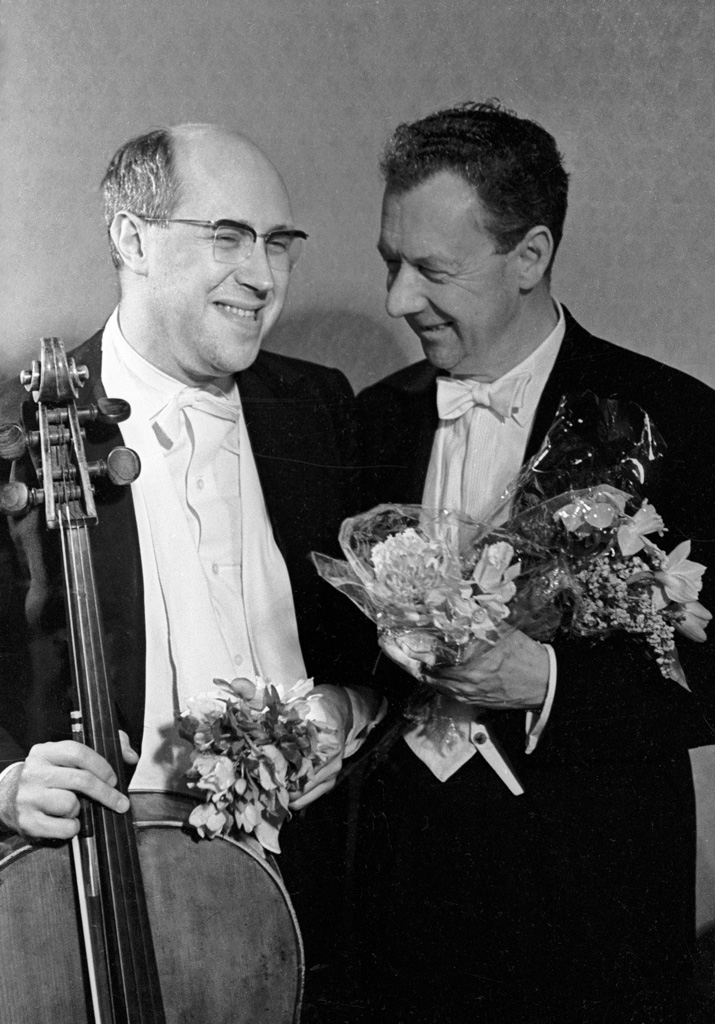
Мстислав Ростропович и Бриттен, 1964

- Два портрета, для струнного оркестра (1930)
- Симфониетта, op. 1
- Простая симфония (Simple symphony), для струнного оркестра, op. 4 (2-я редакция — 1934)
- Музыкальные вечера (Soirées musicales). Сюита № 1 на музыку Дж.Россини, op. 9 (1936)
- Вариации на тему Фрэнка Бриджа, для струнного оркестра, op. 10
- Канадский карнавал. Увертюра для оркестра, op. 19
- Симфония-реквием (Sinfonia da Requiem), op. 20 (1940)
- Музыкальные утренники (Matinées musicales). Сюита № 2 на музыку Дж.Россини, op. 24 (1941)
- Путеводитель по оркестру для юных слушателей (вариации и фуга на тему Пёрселла), для чтеца с оркестром, op. 34 (1945)
- Люди доброй воли. Вариации на рождественскую кэрол (Men of goodwill. Variations on a Christmas carol)

### Для музыкального театра
- Питер Граймс (опера; 1945)
- Поругание Лукреции[англ.] (опера; 1946)
- Альберт Херринг[англ.] (опера; 1947)
- Давайте ставить оперу[англ.] (детская опера; 1949)
- Билли Бад (опера; 1951)
- Глориана (опера; 1953)
- Поворот винта[англ.] (опера; 1954)
- Принц пагод[англ.] (The Prince of the Pagodas), балет (op. 57; 1957)
- Ноев ковчег[англ.] (Noye's Fludde). Честерский миракль, положенный на музыку, op. 59 (1958)
- Сон в летнюю ночь[англ.] (опера; 1960)
- Река Керлью (опера-притча; op. 71; 1964)
- Золотая тщета[англ.] (The golden vanity). Водевиль для хора мальчиков и фортепиано на текст старой английской баллады, op. 78 (1966)
- Пещное действо (The burning fiery furnace; опера-притча; 1966)
- Блудный сын (The prodigal son), опера-притча, op. 81 (1968)
- Смерть в Венеции[англ.], опера (1973)
- Оуэн Уингрейв[англ.], опера, op. 85

### Для хора
- Гимн Деве Марии (A hymn to the Virgin), для двойного хора (1930)
- Родился Мальчик (A boy was born). Вариации для смешанного хора, op. 3 (1934)
- Хоровые пятницы (Friday afternoons). Цикл песен для детского хора и фортепиано, op. 7 (1935)
- Небожители. Кантата для хора и оркестра (1937)
- Баллада героев (кантата; 1939)
- Рождественские песни (Ceremony of Carols) (1942)
- Возвеселитесь в Агнце (Rejoice in the Lamb). Кантата на стихи Кристофера Смарта (1943)
- Святой Николай. Кантата для солистов, хора и оркестра, op. 42
- Военный реквием, для солистов, хора и оркестра, op. 66 (1962)
- Кантата-misericordium, для солистов, хора и оркестра, op. 69

### Прочие сочинения
- Струнные квартеты (1931, 1941, 1945 и 1975 гг.)
- Наши предки — охотники, для высокого голоса с оркестром, op. 3 (1936)
- Концерт для фортепиано с оркестром, op. 13 (1938)
- Озарения (Les Illuminations). Вокальный цикл для тенора и струнных на стихи А.Рембо, op. 18 (1939)
- Концерт для скрипки с оркестром, op. 15 (1939)
- Юный Аполлон (Молодой Аполлон), для фортепиано с оркестром, op. 16
- Семь сонетов Микеланджело, для тенора и фортепиано (1940)
- Серенада, для тенора, валторны и струнных, op. 31 (1943)
- Весенняя симфония (Spring Symphony) для солистов, хора и оркестра, op. 44 (1949)
- Китайские песни (Songs from the Chinese), для голоса и гитары (1957)
- Ноктюрн, для тенора, облигатных инструментов и струнных, op. 60 (1958)
- Симфония для виолончели с оркестром, op. 68 (1964)
- Цикл песен на слова А. Пушкина (1965)
- Сюита № 3 для виолончели соло (c использованием русских народных мелодий) (1971)
- Шотландская баллада, для двух фортепиано с оркестром, op. 26
- Фантастический квартет (для гобоя, скрипки, альта и виолончели)

### Обработки, редакции чужих сочинений
- переработка балладной комической «Оперы нищих» Дж. Гея и Иоганна Кристофа Пепуша (1948)

## Либретто
- Шекспир У., Хейвуд Т., Бриттен Б., Данкан Р. Поругание Лукреции / пер. с англ. Ильи Кутика. — Москва: Водолей, 2024. — 224 с. — ISBN 978-5-91763-620-7.